# Équipe du Cap-Vert féminine de basket-ball
Cet article traite de l'équipe féminine. Pour l'équipe masculine, voir Équipe du Cap-Vert masculine de basket-ball.
Maillots
L'équipe du Cap-Vert de basket-ball féminin est une sélection composée des meilleures joueuses capverdiennes de basket-ball.
La meilleure performance de la sélection au Championnat d'Afrique est une septième place en 2005. L'équipe ne s'est jamais qualifiée pour les Jeux olympiques ou le Coupe du monde.